# Ведран Рунє
Ведран Рунє (хорв. Vedran Runje, нар. 10 лютого 1976, Синь) — хорватський футболіст, що грав на позиції воротаря.
Виступав, зокрема, за клуб «Ланс», а також національну збірну Хорватії.
Володар Кубка Туреччини.

## Клубна кар'єра
У дорослому футболі дебютував 1993 року виступами за команду «Трогір», у якій провів два сезони, взявши участь у 70 матчах чемпіонату. 
Згодом з 1996 по 2007 рік грав у складі команд «Хайдук» (Спліт), «Стандард» (Льєж), «Марсель», «Стандард» (Льєж) та «Бешикташ».
У 2007 році перейшов до клубу «Ланс», за який відіграв 4 сезони. Більшість часу, проведеного у складі «Ланса», був основним голкіпером команди. Завершив професійну кар'єру футболіста виступами за команду «Ланс» у 2011 році.

## Виступи за збірні
У 1994 році дебютував у складі юнацької збірної Хорватії (U-18), загалом на юнацькому рівні взяв участь у 3 іграх. У 1996 році залучався до складу молодіжної збірної Хорватії. На молодіжному рівні зіграв у 5 офіційних матчах.
2001 року дебютував в офіційних матчах у складі національної збірної Хорватії. У складі збірної був учасником чемпіонату Європи 2008 року в Австрії та Швейцарії.
Загалом протягом кар'єри в національній команді, яка тривала 11 років, провів у її формі 22 матчі, пропустивши 24 голи.

## Титули і досягнення
- Володар Кубка Туреччини (1):

«Бешикташ»: 2006-2007